# Liste der Kreise im Kurfürstentum Hessen (1821)
Die Liste der Kreise im Kurfürstentum Hessen ist zum überwiegenden Teil dem amtlichen Verzeichnis von 1821 entnommen. So weit möglich ist die Original-Schreibweise beibehalten worden.

## Geschichte
1821 wurde das Kurfürstentum ein einheitlicher Staat – es war nun nicht mehr, wie zuvor, eine Anzahl von Herrschaften (z. B. Großherzogtum Fulda oder das Fürstentum Hanau usw., jede selbständig und nur durch die Person des Monarchen verbunden). Justiz und Verwaltung wurden als Folge einer langen Entwicklung endgültig getrennt (Trennung von Justiz und Verwaltung; Gewaltenteilung), und für die innere Staatsverwaltung wurde das Staatsgebiet neu in Provinzen, Kreise und Gerichtsbezirke (Justizämter) eingeteilt. Die kurhessischen Kreise wurden nach dieser Verwaltungsreform (Funktional- und Territorialreform) aus Landgerichten, Ämtern, Justizämtern und Gerichten geschaffen.
Nach nur acht Jahren wurde bereits 1829 der Kreis Salmünster aufgelöst. 1848 wurden die Kreiseinteilung insgesamt aufgehoben und der Staat in Bezirke eingeteilt. Bereits 1851 wurde auch die Bezirkseinteilung wieder aufgehoben und die Kreiseinteilung wieder hergestellt.
Die Kreise erfuhren dann nach der preußischen Annexion 1866 geringe territoriale Veränderungen. Das Kurfürstentum Hessen (und das Herzogtum Nassau) wurden „für immer“ mit der preußischen Monarchie vereinigt und die Preußische Verfassung wurde am 1. Oktober 1867 in den annektierten Gebieten in Kraft gesetzt. Aus anderen Staaten (Königreich Bayern und Großherzogtum Hessen) wurden lediglich Gebiets- und Ortsteile annektiert. Diese wurden zwar mit der Preußischen Monarchie ebenfalls für immer vereinigt, die Zuteilung zu einem Kreis erfolgte aber meist erst später. Erst durch die preußische Kreisordnung, für Hessen-Nassau 1885 eingeführt, wurden die ehemaligen kurhessischen Kreise mit geringfügigen Änderungen neu zugeschnitten.
Da die Kreise bis zum 1. April 1886 keine Selbstverwaltungskörperschaften waren, betraf die Annexion die Gemeindeverfassung zunächst nicht. Im ehemaligen Kurfürstentum Hessen (Gemeindeordnung von 1834) und im Herzogtum Nassau (Gemeindegesetz 1854) galten die bisherigen Gemeindeordnungen weiterhin fort. Auch in den erworbenen Gebietsteilen aus anderen Staaten (Königreich Bayern und Großherzogtum Hessen) galten die zum Zeitpunkt der Besitzergreifung (Eingliederung) geltenden Gemeindeordnungen (z. B. die bayerische Gemeindeverfassung für die Gemeinden in dem Bezirk Gersfeld und dem Bezirk Orb oder die hessen-darmstädtische für die Gemeinden im Kreis Vöhl). Eine Selbstverwaltung der Kreise (neben der Funktion als Bezirk der inneren Verwaltung) wurde erst durch § 2 der Kreisordnung für die Provinz Hessen-Nassau vom 7. Juni 1885 eingeführt.

## A.Provinz Niederhessenmit Schaumburg
| Laufende Nummer | Bezeichnung des Kreises       | Bezeichnung der einzelnen Bestandtheile | Einwohner (1821) |
| --------------- | ----------------------------- | --- | ---------------- |
| I.              | Kreis Cassel                  | a) Residenzstadt Cassel, nebst der Wilhelmshöher und Leipziger Vorstadt, dem Siechenhof, der Kolonie Philippinenhof etc., b) Landgericht Cassel: 1. bisheriges Amt Ahna, 2. bisheriges Amt Waldau, 3. bisheriges Amt Wilhelmshöhe (ohne die Vogtei Hasungen), 4. aus dem Amte Grebenstein: Knickhagen, nebst der Spiegelmühle, Rothwesten, nebst dem herrschaftlichen Gute, Hof Eichenberg und Hof Winterbühren, 5. aus dem Amte Grosalmerode: Eschenstruth, Helsa, Oberkaufungen, nebst dem Freudenthaler Alaunbergwerk | 48.233           |
| II.             | Kreis Hofgeismar              | a) Amt Hofgeismar: 1. bisheriges Amt Hofgeismar. 2. aus dem Amte Sababurg: Hombressen 3. aus dem Amte Trendelburg: Eberschütz, Hümme, Lamerden, Ostheim, Sielen. 4. aus dem Amte Zierenberg: Ehrsen, Grimelsheim, Haueda, Zwergen. b) Amt Grebenstein: 1. bisheriges Amt Grebenstein (ohne Holzhausen, Knickhagen, Rothwesten und Wilhelmshausen). 2. aus dem Amte Zierenberg: Ehrsten, Fürstenwald, Meimbressen, Niedermeiser, Obermeiser, Westuffeln. c) Amt Sababurg: 1. bisheriges Amt Sababurg (ohne Gewissenruh, Hombressen und Lippoldsberg). 2. aus dem Amte Grebenstein: Holzhausen, Wilhelmshausen mit dem Wildhaus bei Münden und der Altmündener Glashütte. d) Amt Carlshafen mit dem Amte Trendelburg: 1. Amt Carlshafen. 2. aus dem Amte Sababurg: Gewissenruh, Lippoldsberg. 3. Amt Trendelburg (ohne Eberschütz, Hümme, Lamerden, Ostheim und Sielen) | 30.727           |
| III.            | Kreis Wolfhagen               | a) Amt Wolfhagen mit dem Amte Zierenberg: 1. bisheriges Amt Wolfhagen (ohne Ehringen), 2. aus dem Amte Zierenberg: Zierenberg (Sitz eines Amts-Assistenten*), nebst den Kolonien Friderichsau und Friedrichstein, Dörnberg, Ödinghausen nebst 3. der Vogtei Hasungen (aus dem Amte Wilhelmshöhe), b) Amt Volkmarsen: 1. bisheriges Amt Volkmarsen, 2. aus dem Amte Wolfhagen: Ehringen, 3. aus dem Amte Zierenberg: Escheberg, Hohenborn, Laar, Malsburg, Niederelsungen, Niederlistingen, Oberelsungen, Oberlistingen, Rangen, Sieberhausen. c) Amt Naumburg: wie bisher. - ) Die Justizamts-Assistenten sind zugleich Actuare für den sie angehenden Theil des Amtes. | 21.039           |
| IV.             | Kreis Fritzlar                | a) Amt Fritzlar: 1. bisheriges Amt Fritzlar, 2. aus dem Amte Borken: Gombet, nebst der Gombeter und Neuen-Mühle, Grosenenglis, nebst Hof Kalbsburg, Kerstenhausen, nebst der Unter- und Ober-Schwalm-Mühle, Kleinenglis, nebst der Stockelacher Mühle, Udenborn, 3. aus dem Amte Homberg: Uttershausen b) Amt Gudensberg, wie bisher, c) Amt Jesberg: 1. bisheriges Amt Jesberg, 2. aus dem Amte Borken: Betzigerode, Gilsa, Niedernurf, mit der Unter- und Wag-Mühle, Obernurf, nebst der Wiesenmühle, Reptich, nebst Hof Wickershof, Römersberg, Schiffelborn, mit Schloss Löwenstein, Wenzigerode, Zimmersrode, nebst der Otto-, Leo- und Keilmühle. | 24.194           |
| V.              | Kreis und Landgericht Homberg | 1. bisheriges Amt Homberg (ohne Uttershausen). 2. aus dem Amte Borken: Borken, nebst den Höfen Marienrode und Gilserhof, Arnsbach, Dillich, nebst der Dillicher Mühle, Haarhausen, Nassenerfurth, Neuenhain, Pfaffenhausen, Singlis, nebst der Schwalm-Mühle, Stolzenbach, Trockenerfurth. 3. aus dem Amte Neuenstein: Niederappenfeld, Niederhülsa, Wallenstein, mit dem dasigen Vorwerke. | 16.736           |
| VI.             | Kreis Melsungen               | a) Amt Melsungen: 1. bisheriges Amt Melsungen. 2. aus dem Amte Spangenberg: Beisförth, nebst der Papiermühle, der Roggenmühle und dem Hofe Grüneis, Binsförth. b) Amt Felsberg, wie bisher, c) Amt Spangenberg (ohne Beisförth und Binsföhrt, Gericht Schemmern mit Diemerode, Eltmannsee u. Friemen). | 24.782           |
| VII.            | Kreis Witzenhausen            | a) Amt Witzenhausen mit Grosalmerode 1. Amt Witzenhausen. 2. Amte Grosalmerode (ohne Eschenstruth, Helsa und Oberkaufungen) b) Stadt Witzenhausen und Amt Ludwigstein, wie bisher c) Amt Lichtenau, wie bisher d) Amt Allendorf (ohne Bergfreiheit Abterode). | 25.057           |
| VIII.           | Kreis Eschwege                | a) Kurfürstl. Amt Eschwege: 1. aus dem Amte Allendorf: Bergfreiheit, Abterode, nebst der Schmelzhüte, 2. aus dem Gerichte Bilstein: Albungen, mit dem Schlosse und Vorwerk Fürstenstein, Frankershausen, mit der Wüstung Wölfterode, Niddawitzhausen, nebst herrschaftl. Gute Wipperode, mit der Brausmühle, 3. aus dem Amte Bischhausen: Langenhain, nebst herrschaftl. Vorwerk Niederdünzebach, Oberdünzebach, Reichensachsen, nebst dem herrschaftl. Vorwerke und dem Hofe Vogelsburg, 4. aus dem Amte Eschwege: Aue, Hittelrode, Jestädt, Motzenrode, Neuerode, Schwebda, Völkershausen, mit Hof Teufelsthal, Lehnhaus und der Obermühle, 5. aus dem Amte Germerode: Schwalbenthal, b) Fürstl. Rotenburgisches Amt Eschwege, wie bisher, c) Amt Bischhausen: 1. Amt Bischhausen (ohne Langenhain, Nieder- u. Ober-Dünzebach u. Reichensachsen), mit der Stadt Waldkappel, 2. aus dem Amte Spangenberg: das Gericht Schemmern (nämlich: Burghofen, Gehau, Heirode, Hetzerode, Mäckelsdorf und Schemmern) nebst Dimerode, Eltmannsee, Friemen, d) Amt Bilstein (ohne Albungen, Frankershausen, Niddawitzhausen und Wipperode), e) Amt Germerode (ohne Schwalbenthal), f) Amt Wanfried, wie bisher, g) Amt Netra, wie bisher. | 34.551           |
| IX.             | Kreis Rotenburg               | a) Kurfürstl. Amt Rotenburg mit Nentershausen und Neuenstein: 1. bisheriges Reservaten-Amt Rotenburg, 2. Amt Nentershausen (Nentershausen Sitz eines Amts-Assistenten), 3. Amt Neuenstein (ohne Hauptschwend, Niederappenfeld, Niederhülsa, Schwarzenborn und Wallenstein), (Radoldshausen Sitz eines Amts-Assistenten.) b) u. c) Fürstlich-rotenburgisches Ober- und Unter-Amt, wie bisher, d) Amt Sontra, wie bisher. | 29.071           |
| X.              | Kreis Schaumburg              | a) Landgericht Rinteln: 1. Stadt Rinteln, mit den Höfen Bünte, Krullkrug und Schaafhof, 2. bisheriges Amt Schaumburg (ohne Friedrichsburg, Friedrichshagen, Fuhlen, Heßlingen, Rohden, Segelhorst und Welsede), b) Amt Oldendorf: 1. bisheriges Amt Oldendorf, 2. aus dem Amt Schaumburg: Friedrichsburg, Friedrichshagen, Fühlen, Heßlingen, Rohden, Segelhorst, Welsede, c) Amt Obernkirchen (ohne Pohle), d) Amt Rodenberg: 1. bisherige Aemter Rodenberg und Sachsenhagen, 2. der bisher zum Amte Obernkirchen gehörige Theil von Pohle. | 27.202           |

## B.Provinz Oberhessen
| Laufende Nummer | Bezeichnung des Kreises | Bezeichnung der einzelnen Bestandtheile | Einwohner (1821) |
| --------------- | ----------------------- | --- | ---------------- |
| I.              | Kreis Marburg.          | a) Landgericht Marburg: 1. bisheriges Amt Marburg, mit Gericht Schönstädt, 2. bisheriges Gericht Caldern und Reitzberg (ohne Brungershausen), 3. Gericht Ebsdorf (von dem Amte Treis an der Lumde), 4. Gericht Wittelsberg (von dem Amte Kirchain), 5. aus dem Amte Amöneburg: Bauerbach, Ginseldorf, 6. aus dem Amte Wetter: Sarnau b) Amt Wetter: 1. bisheriges Amt Wetter (ohne Sarnau), 2. aus dem Amte Caldern und Reitzberg: Brungershausen, c) Amt Frohnhausen mit Treis an der Lumbde: 1. Amt Frohnhausen mit Sichertshausen (aus dem Amte Treis) und 2. Amt Treis an der Lumbde: Treis a. d. L. (Sitz eines Amts-Assistenten), Gericht Nordeck. | 31.455           |
| II.             | Kreis Kirchhain.        | a) Amt Kirchhain mit dem Amte Amöneburg, 1. Amt Kirchhain (ohne Burgholz und Gericht Wittelsberg), 2. Amt Amöneburg (ohne Bauerbach, Ginseldorf, Himmelsberg und Sindersfeld), (Amöneburg Sitz eines Amts-Assistenten), b) Amt Rauschenberg: 1. bisheriges Amt Rauschenberg (ohne Erxdorf und Speckswinkel), 2. aus dem Amte Amöneburg: Himmelsberg, Sindersfeld, 3. aus dem Amte Kirchhain: Burgholz, c) Amt Neustadt: 1. bisheriges Amt Neustadt, 2. aus dem Amte Rauschenberg: Erxdorf, Speckswinkel, mit Hof Etzgerode. | 22.094           |
| III.            | Kreis Frankenberg.      | a) Amt Frankenberg: 1. bisheriges Amt Frankenberg (ohne Roda und Willershausen), 2. aus dem Amte Rosenthal, Römershausen, b) Amt Rosenthal mit Haina: 1. Amt Rosenthal (ohne Herbelhausen und Römershausen), 2. aus dem Amte Frankenberg: Roda, Willershausen, 3. Amt Haina (mit Herbelhausen) (Haina Sitz eines Amts-Assistenten). | 17.385           |
| IV.             | Kreis Ziegenhain.       | a) Amt Ziegenhain: 1. bisheriges Amt Ziegenhain (ohne Dittershausen, Florshain, Mengsberg, Wasenberg und Wiera), b) Amt Treysa: 1. bisheriges Amt Treysa, 2. aus dem Amte Ziegenhain: Dittershausen, Florshain, Mengsberg, nebst der Schlag-, Hain-, Sommer- und Eisermühle, Rommershausen, Wasenberg, Wiera, c) Amt Neukirchen: 1. bisheriges Amt Neukirchen (ohne Berffa und Görzhain), 2. aus dem Amte Neuenstein: Hauptschwend, Schwarzenborn, nebst den Höfen Kämmershagen und Richberg, 3. aus dem Amte Oberaula: Christerode, 4. aus dem Amte Ziegenhain: Seigertshausen, nebst der Hergets- und Happersmühle, d) Amt Oberaula: 1. bisheriges Amt Oberaula (ohne Christerode), 2. aus dem Amte Neukirchen: Berffa, nebst der Biegmühle, Görzhain, nebst der Kleinmühle. | 29.234           |

## C.Provinz Fulda
| Laufende Nummer | Bezeichnung des Kreises | Bezeichnung der einzelnen Bestandtheile | Einwohner (1821) |
| --------------- | ----------------------- | --- | ---------------- |
| I.              | Kreis Fulda.            | a) Landgericht Fulda: 1. Stadt Fulda, nebst den Vorstädten, dem Kloster Frauenberg, den umliegenden Mühlen und den Höfen Tränkhof, Ober- und Unterziehers, 2. bisheriges Landamt Fulda, 3. bisheriges Amt Bieberstein 4. aus dem Amte Hünfeld: Marbach, 5. aus dem Amte Neuhof: Kerzell, Löschenrod, Ziegel, mit Sulzhof, b) Amt Großenlüder, wie bisher, c) Amt Neuhof (ohne Kerzell, Löschenrod und Ziegel). | 28.884           |
| II.             | Kreis Hünfeld.          | a) Amt Hünfeld: 1. bisheriges Amt Hünfeld (ohne Marbach), 2. aus dem Amte Eiterfeld: Rasdorf, b) Amt Burghaun, wie bisher, c) Amt Eiterfeld (ohne Rasdorf). | 24.545           |
| III.            | Kreis Hersfeld.         | a) Landgericht Hersfeld: 1. Stadt Hersfeld, nebst dem Hofe Wehneberg, 2. bisheriges Amt Hersfeld, 3. bisheriges Amt Hauneck, mit Johannesberg und Schildschlag, 4. bisheriges Amt Niederaula, b) Amt Friedewald: 1. bisheriges Amt Friedewald, 2. bisheriges Amt Landeck. | 27.002           |
| IV.             | Kreis Schmalkalden.     | a) Landgericht Schmalkalden: 1. Stadt Schmalkalden, nebst der Bohrmühle, dem Röthhof, der Saline, der Stillerthormeierei und der Weidebrunner Schmelzhütte, 2. bisheriges Amt Schmalkalden (ohne Auwallenburg), 3. aus dem Amte Herrenbreitungen: Barchfeld, Fambach, nebst den Höfen Kirrhof und Todenwarth, und der Papier-, Trusen- und Oel-Mühle, Herrenbreitungen, mit den Höfen Beserode, Winne und Wolfsberg, Hesles, nebst dem Hofe Nüssels, Trusen, Wahles, b) Amt Brotterode: 1. bisheriges Amt Brotterode, 2. aus dem Amte Herrenbreitungen: Elmenthal, Herges, Laudenbach, 3. aus dem Amte Schmalkalden: Auwallenburg, c) Amt Steinbach, wie bisher. | 22.317           |

## D.Provinz Hanau
| Laufende Nummer | Bezeichnung des Kreises | Bezeichnung der einzelnen Bestandtheile | Einwohner (1821) |
| --------------- | ----------------------- | --- | ---------------- |
| I.              | Kreis Hanau.            | a) Landgericht Hanau: 1. Stadt Hanau, nebst den Meiereien Neuhof und Lehrhof, der großen Kinzigmühle etc., 2. bisheriges Amt Bücherthal, 3. bisheriges Amt Windecken, b) Amt Bergen, wie bisher c) Amt Dorheim, wie bisher. Nach der Auflösung des Kreises Salmünster wird das Amt Langenselbold (aus dem Kreis Gelnhausen) ab 1830 in den Kreis Hanau eingegliedert. Quelle: Ausschreiben des Staatsministeriums vom 23sten November 1829, wegen der Veränderung einer Kreis-Eintheilung in der Provinz Hanau, Sammlung von Gesetzen etc. für Kurhessen. Jahr 1829 – Nr. X. – November., (kurhessGS 1829) S. 80 | 31.651           |
| II.             | Kreis Gelnhausen.       | a) Amt Gelnhausen (bisher Altenhaßlau), b) Amt Bieber, wie bisher, c) Gericht Meerholz, wie bisher, d) Gericht Langenselbold, wie bisher. Nach der Auflösung des Kreises Salmünster 1830 werden die Ämter Wächtersbach und Birstein in den Kreis Gelnhausen eingegliedert und das Amt Langenselbold (aus dem Kreis Gelnhausen) in den Kreis Hanau ausgegliedert. Quelle: Ausschreiben des Staatsministeriums vom 23sten November 1829, wegen der Veränderung einer Kreis-Eintheilung in der Provinz Hanau, Sammlung von Gesetzen etc. für Kurhessen. Jahr 1829 – Nr. X. – November., (kurhessGS 1829) S. 80 | 18.168           |
| III.            | Kreis Salmünster.       | a) Amt Salmünster (ohne Herolz, Sannerz und Weiperts), b) Gericht Wächtersbach, wie bisher, c) Gericht Birstein, wie bisher. Seit 1830 ist der Kreis Salmünster aufgelöst: a) das Amt Salmünster nebst dem Gerichte Romsthal wird mit dem Kreis Schlüchtern, b) die Ämter Wächtersbach und Birstein (aus dem Kreise Salmünster) werden mit dem Kreis Gelnhausen, c) das Amt Langenselbold (aus dem Kreis Gelnhausen) wird mit dem Kreis Hanau vereinigt. Quelle: Ausschreiben des Staatsministeriums vom 23sten November 1829, wegen der Veränderung einer Kreis-Eintheilung in der Provinz Hanau, Sammlung von Gesetzen etc. für Kurhessen. Jahr 1829 – Nr. X. – November, (kurhessGS 1829) S. 80                                                                             | 15.522           |
| IV.             | Kreis Schlüchtern.      | a) Amt Steinau: 1. bisheriges Amt Steinau und Schlüchtern (Schlüchtern Sitz eines Amts-Assistenten.), 2. Gericht Brandenstein und Ramholz (von dem Amte Altengronau) 3. aus dem Amte Salmünster: Herolz, Sannerz, mit dem herrschaftl. Gute Weiperts b) Amt Schwarzenfels: 1. bisheriges Amt Schwarzenfels, 2. wie bisheriges Amt Altengronau (ohne die Gerichte Brandenstein und Ramholz). Nach der Auflösung des Kreises Salmünster 1830 wird das Amt Salmünster nebst dem Gerichte Romsthal mit dem Kreis Schlüchtern vereinigt. Quelle: Ausschreiben des Staatsministeriums vom 23sten November 1829, wegen der Veränderung einer Kreis-Eintheilung in der Provinz Hanau, Sammlung von Gesetzen etc. für Kurhessen. Jahr 1829 – Nr. X. – November., (kurhessGS 1829) S. 80 | 18.647           |

Anmerkung: Diejenigen Orte, außer dem Sitze des Landgerichtes, Justizamtes oder Amts-Assistenten, an welchen periodisch ein Gerichtstag zu halten ist, werden durch besondere Verfügungen bestimmt werden.